# Aorun
Aorun — викопний рід м'ясоїдних динозаврів-тероподів, вперше виявлений у 2006 році, а його науковий опис опублікований у 2013 році. Це один із найстаріших відомих динозаврів-целурозаврів, який, за оцінками, жив приблизно 161,6 мільйона років тому, під час пізнього юрського періоду. Це п'ятий теропод, виявлений у Вукайвані, Китай.

## Філогенез
Типовий вид Aorun zhaoi був названий і описаний у 2013 році Джона Шойньє, Джеймсом Кларком, Кетрін Форстер, Марком Нореллом, Девідом Ебертом, Грегорі Еріксоном, Чу Хунцзюнем і Сюй Сінем. Автори помістили Aorun в базальну позицію в межах Coelurosauria та члена Coeluridae. Призначення Aorun до цієї позиції пов'язане з відсутністю у нього синапоморфій, які б свідчили про його спорідненість з більш похідними таксонами целурозаврів. Tykoski (2005) та інші продемонстрували, що коли незрілі таксони, як у випадку з цим зразком, кодуються як дорослі особини під час філогенетичного аналізу, незрілі таксони були відновлені в штучно базальних позиціях відносно дорослих особин того самого таксону. У своєму кладистичному аналізі Bannykus і Xiyunykus, Xu et al. (2018) відновили Aorun як базального альвареззавра. Це призначення було поставлене під сумнів.